# خیر محمد ایماق
خیر محمد ایماق (زاده ۱۳۴۱ ولسوالی سنچارک ولایت سرپل) سیاستمدار افغانستان و نماینده مردم ولایت سرپل در دوره‌های پانزدهم و شانزدهم مجلس نمایندگان است.

## زندگی‌نامه
خیر محمد ایماق زاده ۱۳۴۱ از ولسوالی سنچارک ولایت سرپل می‌باشد. ایشان تحصیلات خود را تا صنف ۱۲ از لیسه/دبیرستان زرغون کوت سنچارک ادامه داد و پس از آن وارد جبهه جنگ شد و تا سقوط طالبان در جبهه حضور داشت.

## دیگر فعالیت‌ها
دیگر فعالیت‌های ایشان:
- عضو لویه جرگه اضطراری.
- عضو لویه جرگه قانون اساسی.
- وکیل دوره پانزدهم پارلمان افغانستان.